# Невіра святого Томи
Невіра святого Томи (італ. Incredulità di San Tommaso) — твір Мікеланджело да Караваджо на біблійну тему. Зберігається в палаці Сан Сусі, Потсдам.
Картина пензля Караваджо доби створення полотен для каплиці Контареллі в церкві Сан Луїджі деї Франчезі. Датується 1600-1602 роками. На видовженому полотні чотири могутні фігури без зайвих дрібниць і проробленого тла, подробицями якого Караваджо часто нехтував. Композиція нагадує давньоримський рельєф.
На картині Ісус вкладає палець апостола Томи в проколотий списом бік. Два інші апостоли позаду Томи спостерігають за цим.
Картина мала успіх у сучасників і її згадали в своїх свідоцтвах Беллорі, Зандрарт, Мальвазіа, Сканеллі. Для своєї галереї полотно придбав маркіз Вінченцо Джустініані. Караваджо створив також авторську копію полотна. Зацікавила вона й інших художників, котрі неодноразово копіювали твір Караваджо в 17 столітті.
У 1816 році колекцію Джустініані розпродали і твір Караваджо придбали для палацу в Потсдамі, Німеччина.